# Долна Албата
Долна Албата (на молдовски: Albota de Jos) е село, разположено в Тараклийски район, Молдова.

## География
Селото е разположено на 144 км южно от столицата Кишинев и на 18 км северозападно от град Тараклия.

## Население
Населението на селото през 2004 година е 825 души, от тях:
- 62,79 % – българи
- 22,67 % – молдовани
- 6,18 % – гагаузи
- 5,94 % – руснаци
- 2,06 % – украинци
- 0,12 % – цигани
- 0,24 % – други националности